# Anna Böger

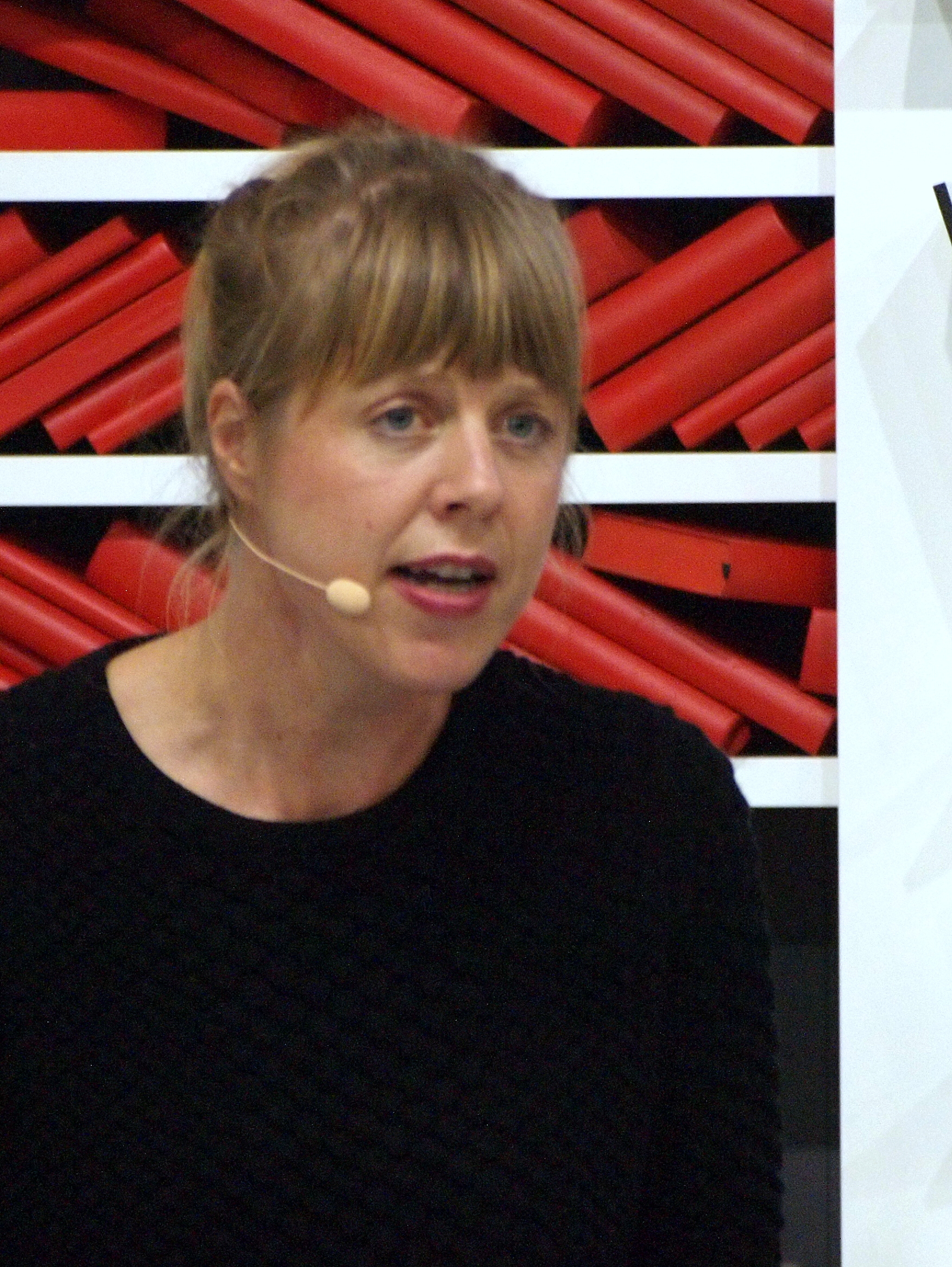
Anna Böger auf der Frankfurter Buchmesse, 2014

Anna Böger (* 1. Januar 1977 in München) ist eine deutsche Schauspielerin.

## Leben und Karriere
Anna Böger wurde 1977 in München geboren. Ihre Schauspielausbildung erfuhr sie zwischen 1999 und 2001 am Max Reinhardt Seminar in Wien. 2001 hatte sie ein Engagement am Schauspielhaus Zürich. Weitere Stationen ihrer Bühnentätigkeit waren das Berliner Ensemble, die Münchner Kammerspiele, seit 2008 das Theater Freiburg und 2011 das Schauspiel Köln.
Ihr Filmdebüt gab Böger in dem 2006 erschienenen Spielfilm Shoppen. Sie wirkte in Nebenrollen von Fernsehproduktionen wie SOKO Stuttgart mit. Eine tragende Rolle spielte sie 2009 in dem Film Salami Aleikum.
Die 1,87 m große Böger spricht neben ihrer Muttersprache Deutsch noch Englisch und Französisch. In ihrer Freizeit tanzt sie Flamenco, reitet und klettert. Sie lebt in Frankfurt am Main.

## Filmografie (Auswahl)

### Kino
- 2006: Shoppen
- 2007: Herr Bello
- 2008: Friedliche Zeiten
- 2009: Hinter Kaifeck
- 2009: Ob ihr wollt oder nicht
- 2009: Salami Aleikum
- 2014: Doktorspiele
- 2015: 3 Türken und ein Baby
- 2015: Ostwind 2
- 2018: Lajkó – Cigány az űrben
- 2018: Grüner wird’s nicht, sagte der Gärtner und flog davon

### Fernsehen
- 2006: Helen, Ted und Fred
- 2007: Angsthasen
- 2007: Rumpelstilzchen
- 2008: Morgen räum ich auf
- 2008: Die sieben Todsünden
- 2011: SOKO Stuttgart (Fernsehserie, Folge 2x17 Inkognitod)
- 2011: Tiere bis unters Dach (Fernsehserie, 5 Folgen)
- 2012: Lösegeld
- 2012: Tatort – Ein neues Leben (Fernsehreihe)
- 2013: Bloch: Die Lavendelkönigin
- 2014: Tatort – Mord ist die beste Medizin (Fernsehreihe)
- 2014: Mord mit Aussicht (Fernsehserie, Folge 3x10 Lovehotel Traube)
- 2014: Heldt (Fernsehserie, Folge 2x03 Taubenschlag)
- 2015: Der Liebling des Himmels
- 2015–2019: Meuchelbeck (Fernsehserie)[3]
- 2018: Chaos-Queens – Lügen, die von Herzen kommen
- 2018: Rentnercops (Fernsehserie, Folge 3x12 Mord im Dunkeln)
- 2019: 23 Morde – Bereit für die Wahrheit? (Fernsehserie, zwei Folgen)
- 2020: Tatort: Niemals ohne mich (Fernsehreihe)
- 2021: Nord bei Nordwest – Conny & Maik (Fernsehserie)
- 2021: Gefangen
- 2021: Tatort: Was wir erben
- 2021: Tatort: Murot und das Prinzip Hoffnung
- 2022: Ruby (Fernsehserie)
- 2022: ein Handy für Vika (Kurzfilm auf Kika)

## Hörspiele
- 2014: Bettina Erasmy: Chapters – Regie: Silke Hildebrandt (Hörspiel – HR)
- 2015: Reinhold Batberger: Die Bibel der Hölle. Eine Vision des Dichters, Malers und Kupferstechers William Blake Regie: – Andrea Getto (Hörspiel – HR)

## Auszeichnungen
- 2002 Kunstpreis Berlin: Förderpreis Darstellende Kunst